# Путь конквистадоров

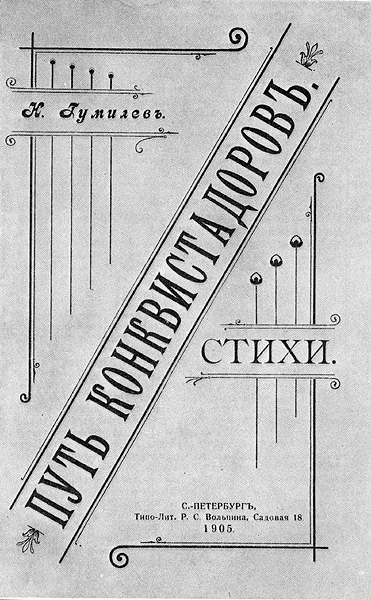
Обложка сборника стихов Николая Гумилева — «Путь конкистадоров»

«Путь конквистадоров» — первый поэтический сборник Николая Степановича Гумилёва, выпущенный в конце 1905 года на средства родителей. При жизни поэта не переиздавался.

## Структура сборника
Сборник включал вступительное стихотворение — сонет «Я конквистадор в панцире железном…», ещё 15 стихотворений, объединённых в два раздела («Мечи и поцелуи» и «Высоты и бездны»), и три поэмы («Дева Солнца», «Осенняя песня» и «Сказка о королях»).
Сборнику был предпослан эпиграф «я стал кочевником, чтобы сладострастно прикасаться ко всему, что кочует», взятый из произведения «Яства земные» тогда ещё малоизвестного Андре Жида (в несколько неточном переводе). Оба раздела также имели эпиграфы.

## Критика
На сборник откликнулись рецензиями один из лидеров символистов Валерий Брюсов (опубликована в журнале «Весы») и знакомый Гумилёва, поэт и критик Сергей фон Штейн (в газете «Слово»). Рецензенты отметили незрелость (Штейн) и подражательность (Брюсов) поэзии начинающего автора, а также недостатки в форме стиха (плохие рифмы и неправильные ударения), однако признали талант Гумилёва, выразившийся, в частности, в нескольких удавшихся образах. При этом Штейн посчитал лучшими стихи «со сказочным, мистическим оттенком», в частности «По стенам опустевшего дома…».

## Отношение автора
Сам Гумилёв впоследствии не только не переиздавал «Путь конквистадоров», но и не включал в список своих сборников, в частности сборник «Чужое небо» назван им не четвёртой, а третьей книгой стихов. Три стихотворения «Пути конквистадоров» (в том числе вступительное) в переработанном виде вошли в третье издание сборника «Романтические цветы» (1918).
Дарственная надпись на книге Вере Мелентьевне Гадзятской гласит:
```
Этот «Путь конквистадоров»,
Скопище стихов нестройных,
Недостоин Ваших взоров,
Слишком светлых и спокойных.
```